# 11792 Сидоровський
11792 Сидоровський (11792 Sidorovsky) — астероїд головного поясу, відкритий 26 вересня 1978 року.
Тіссеранів параметр щодо Юпітера — 3,341.